# Largie Ramazani
Largie Ramazani (Berchem-Sainte-Agathe, 27 de febrero de 2001) es un futbolista belga que juega en la posición de extremo para el Leeds United F. C. de la Premier League.

## Biografía
Tras formarse en las filas inferiores del R. S. C. Anderlecht, Charlton Athletic F. C. y por último del Manchester United F. C., finalmente en la temporada 2019-20 hizo su debut con el primer equipo el 28 de noviembre en un encuentro de la Liga Europa de la UEFA contra el F. C. Astana tras sustituir a James Garner en el minuto 84 en un encuentro que ganó el Astana por 2-1.
No disputaría más partidos hasta que abandonó el club una vez finalizó su contrato el 30 de junio de 2020. Tras esta decisión, la U. D. Almería se interesó por el jugador, decidiendo finalmente ficharle por cinco años, hasta 2025. El equipo indálico hizo oficial su incorporación el siguiente 24 de agosto. En su segunda temporada ayudó al equipo a conseguir el ascenso a la Primera División, categoría en la que compitió durante dos campañas. En su etapa en el club disputó 128 partidos en los que anotó 22 goles.
El 22 de agosto de 2024 regresó al fútbol inglés después de ser traspasado al Leeds United F. C.

## Clubes
| Club                    | País       | Año       | Partidos | Goles |
| ----------------------- | ---------- | --------- | -------- | ----- |
| Manchester United F. C. | Inglaterra | 2019-2020 | 1        | 0     |
| U. D. Almería "B"       | España     | 2020-2021 | 6        | 4     |
| U. D. Almería           | España     | 2020-2024 | 128      | 22    |
| Leeds United F. C.      | Inglaterra | 2024-     | 31       | 7     |

## Palmarés

### Títulos nacionales
| Título           | Club               | País       | Año  |
| ---------------- | ------------------ | ---------- | ---- |
| EFL Championship | Leeds United F. C. | Inglaterra | 2025 |